# Wasservogelzählung
Wasservogelzählungen sind ein ornithologisches Langzeitmonitoring von Watt- und Wasservögeln.

## Hintergrund

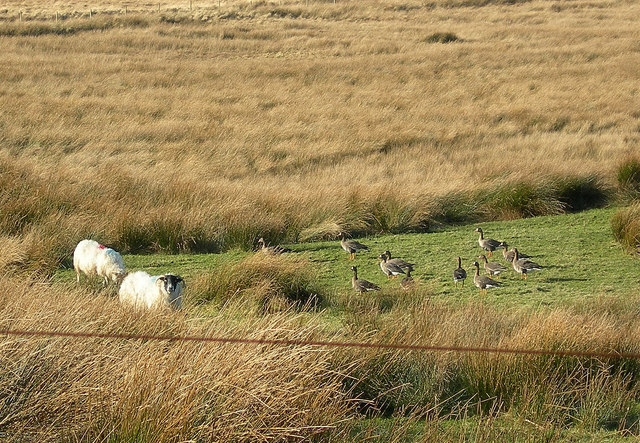
Zählobjekt in Großbritannien: Blässgänse auf einer Weide. Die Zählungen finden auch auf landwirtschaftlich genutzten Flächen statt.

Jedes Jahr ziehen Millionen von Wasservögeln weltweit zur Überbrückung der kalten Jahreszeiten in Winterquartiere und wieder zurück. Dabei nutzen sie in Mittel- und Westeuropa Gewässer aller Art und Größe zur Rast und Nahrungsaufnahme. Hunderttausende von Vögeln verbringen aber auch den Winter auf Fließ- und Stillgewässern in Deutschland zwischen Bodensee und Boddenküste.
Wasservogelzählungen erfassen die Vögel regelmäßig und beantworten Fragen: Wie viele Wasservögel rasten und überwintern in Deutschland? Wie entwickeln sich die Rastbestände? Welche Gewässer sind als Rastgebiete von internationaler Bedeutung? Mithilfe der Daten können weitere synökologische Daten und ökosystemare Fragestellungen beantwortet werden.

## Geschichte

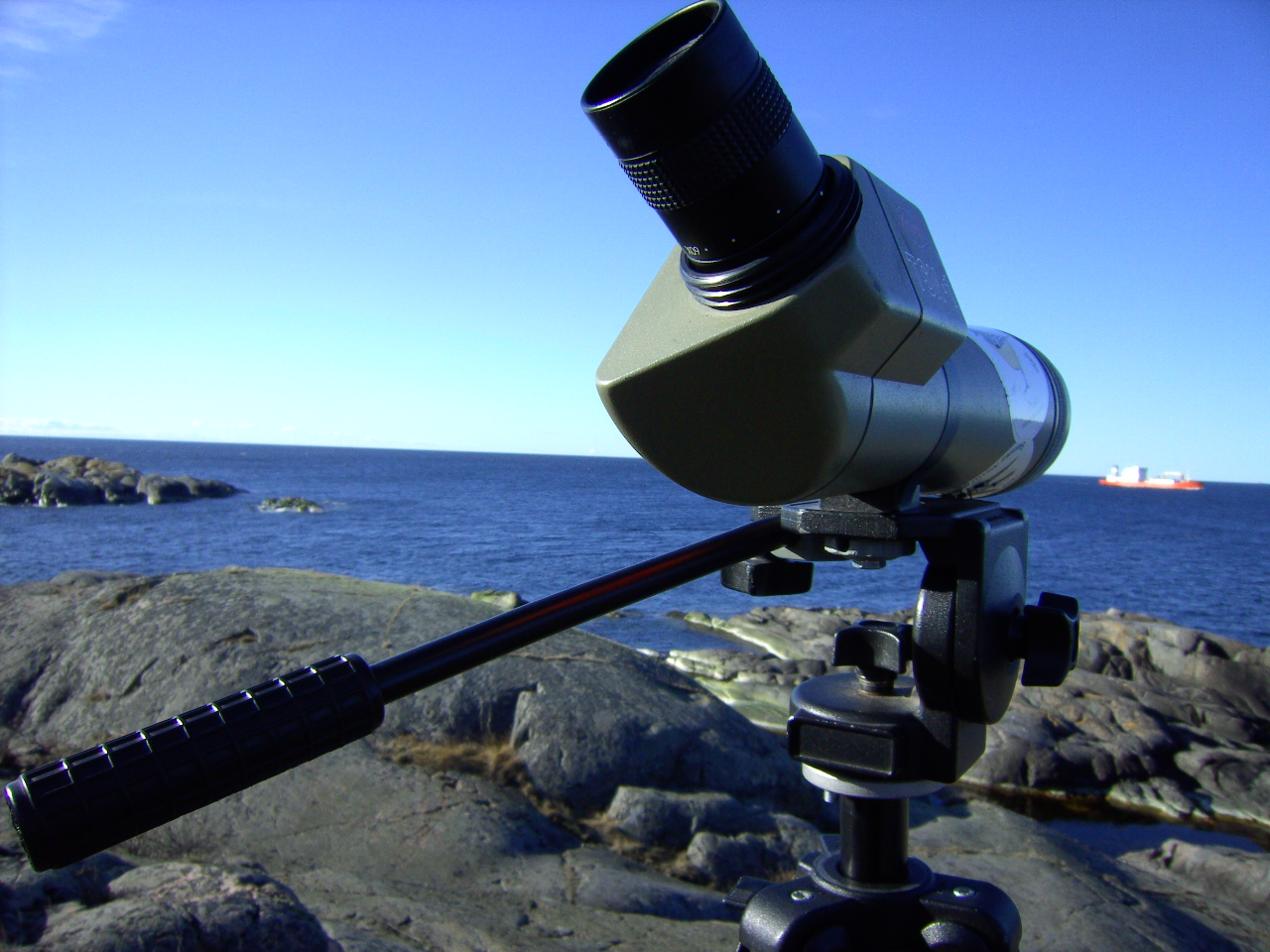
Spektiv an der Schärenküste auf Landsort. Auch auf der küstennahen See werden Vögel gezählt.

In Europa wurden die Wasservogelzählungen von ornithologischen Fachverbänden ins Leben gerufen.
Die internationale Mittwinterzählung, der „International Waterbird Census“ (IWC), war zunächst vor allem auf Europa beschränkt. Die internationale Wasservogelzählung wurde ab dem Winter 1966/67 neu organisiert. Inzwischen werden in allen Ländern der Westpaläarktis und in rund 150 Ländern weltweit Wasservögel erfasst.

## Organisation in Deutschland
In Deutschland hat die „Zentrale für Wasservogelforschung und Feuchtgebietsschutz in Deutschland“ (ZWFD), eine Einrichtung innerhalb des Dachverbandes Deutscher Avifaunisten (DDA), die nationale Koordination der Zählungen übernommen. Die ZWFD wird wiederum von
- dem brandenburgischen „Förderverein für Wasservogelökologie und Feuchtgebietsschutz“ (Koordinierung der Zählungen in den östlichen Bundesländern)
- der Biologischen Station im Kreis Wesel (koordiniert die nationalen Gänsezählungen) und
- der Biologischen Station „Rieselfelder Münster“ (Koordination der Wasservogelzählungen in den westlichen Bundesländern) getragen.

In den „Rieselfeldern“ werden alle Daten zusammengeführt, bundesweite Auswertungen koordiniert und der regelmäßige Datenaustausch mit der internationalen Dachorganisation „Wetlands International“ gewährleistet.
2003 wurde in 1.200 Gebieten regelmäßig erfasst (FALKE 2003).

## Zählungen
Die allermeisten Zählungen werden von ehrenamtlichen Gebietsbetreuern durchgeführt. Sie sind meist in regionalen oder überregionalen Naturschutzverbänden (NABU, BUND etc.) organisiert. Die Zählungen finden ab den Morgenstunden statt und werden nach einheitlichen Methodenstandards durchgeführt.